# Antonio Piatti
Antonio Piatti (Viggiù, 12 giugno 1875 – Viggiù, 29 agosto 1962) è stato un pittore e scultore italiano.

## Biografia
Primo dei tre figli di Domenico Piatti (1848 - 1915), apprezzato scultore e marmista da generazioni, e Maria Buzzi Donelli (1852 - 1940) a 12 anni entrò nella bottega paterna deciso a seguirne le orme e successivamente presso lo studio dello scultore torinese Leonardo Bistolfi. A 17 anni, trasferitosi a Cuneo, si iscrisse alla Scuola di disegno dell'Istituto Tecnico. A 19 anni entrò all'Accademia di Brera dove studiò come allievo di Cesare Tallone diplomandosi nel 1902. La scuola di Tallone lo influenzò verso la figura ed il ritratto e a una rielaborazione soggettiva nella maniera del movimento della scapigliatura.
Nel 1903 vinse il Premio Fumagalli alla Triennale di Brera e nell'anno successivo vinse il Pensionato Oggioni che gli valse una borsa di studio per soggiornare un semestre a Parigi e poi a Roma.
Il 6 marzo del 1905, un mese prima di partire per Parigi, sposa la marchesa Virginia Tango (1869 - 1958).
A Parigi ebbe modo di apprezzarne l'arte moderna e gli artisti, come Giovanni Boldini che conobbe in quell'occasione, realizzò vari schizzi e dipinti di vita parigina, come Sorriso sulla Senna ed espose il suo dipinto L'Affronto al Salon di Parigi (oggi alla Pinacoteca di Brera).
Dopo il soggiorno parigino si trasferì a Roma dove venne apprezzato dalla regina Margherita che acquistò alcuni suoi lavori.

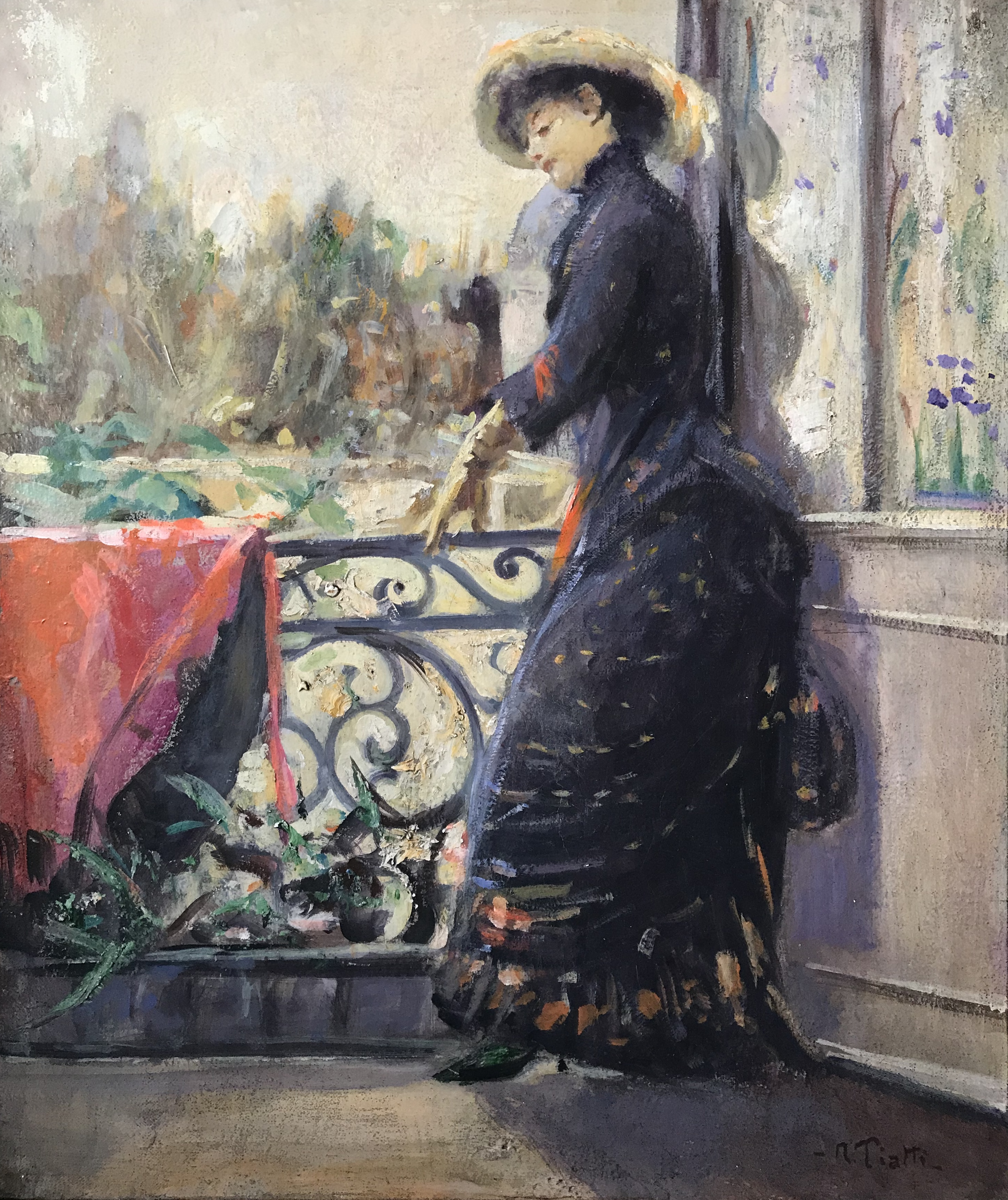
Antonio Piatti - Donna al balcone

Nel 1906 passò qualche tempo a Chioggia, dove dipinse anche il ritratto del Vescovo Ludovico Marangoni (oggi alla Basilica di Sant'Antonio di Padova) e successivamente partecipò regolarmente alle Biennali veneziane (dal 1907 al 1930). Qui presentò alcune fra le sue opere più apprezzate come Mia! nel 1909 (Galleria d'arte moderna di Udine), Fremiti nel 1910, Carezza buona nel 1912.
Nell'arco della sua vita ebbe modo di esporre a svariate rassegne nazionali, soprattutto a Roma, Venezia e Milano, e internazionali come Basilea, Monaco, Buenos Aires (1910, con Malia), Barcellona (1911, con Fremiti), Amsterdam (1912 con Specchio d'amore)
Scrisse di lui Ercole Antonio Marescotti nel 1917:
«Artista che ama la vita nelle sue varie manifestazioni, non si arresta alla superficialità della vita stessa, ma con occhio penetrante ne intuisce ogni senso filosofico e col disegno corretto e col colore altamente espressivo traduce della vita ogni più intima essenza: è per questa via che egli tenta di imporsi all'avvenire.»
Morì il 29 agosto 1962 nel suo paese natio.

## Opere

### Nelle collezioni pubbliche
Milano, Galleria d'Arte Moderna 
- "La Senna al Pont Neuf" (1905)
- "Goethe e l'origine delle sue Elegie romane" (1906)
- "Ritratto del padre" (1906)
- "Signora che legge" (1911)
- "Chioggia" (1913)
- "Ascoltando la radio" (1934)

 Pinacoteca di Brera 
- "Accademia" (1904)
- "L'Affronto" (1905)

 Udine, Galleria d'arte moderna 
- "Mia!" (1909)

 Cuneo, Museo Civico 
- "Sorrisi sulla Senna"

 Milano, Pinacoteca Ambrosiana 
- "Bambino" (1917)

### Altre opere
- "Rose e spine" (1902)
- "Ultimi momenti di Chopin" (1903)
- "Supremo dolore" (1903)
- "Vita semplice" (1903)
- "Paris, aux Helles" (1905)
- "Donna al balcone"
- "Ritratto del Vescovo Ludovico Marangoni" (1906), Padova, Basilica del Santo
- "Rosabianca"
- "Barche all'ormeggio" (1907)
- "Fremiti" (1910)
- "Ponticello dei sospiri" (1910)
- "L'olandesina" (1910)
- "Canale della Giudecca" (1911)
- "Carezza buona" (1912)
- "Nudo tra i fiori" (1913)
- "Ritratto di Giovanni Giolitti" (1913)
- "Inverno nel cuore di Milano" (1914)
- "Trilli di sole" (1916)
- "Ritratto di Pietro Mascagni" (1927)